# Irina Tebenikhina
Irina Viktorovna Tebenikhina (em russo:  Ирина Викторовна Тебенихина; Fergana, 5 de dezembro de 1978) é uma ex-jogadora de voleibol da Rússia que competiu nos Jogos Olímpicos de 2004.
Em 2004, ela fez parte da equipe russa que conquistou a medalha de prata no torneio olímpico, no qual atuou em oito partidas.